# Sun Dawei
Sun Dawei (孙大威), aussi connu sous son nom de scène Sulumi est un producteur et compositeur de musique électronique chinois. Il a fondé en 2002 le label de musique électronique Shan Shui Records.
Sun Dawei participe au groupe Panda Twin qu'il a fondé en 2001, au côté, maintenant, des musiciens Dead J et Wang.

## Biographie
Sun Dawei commence à jouer de la guitare en 1997. Il entre l'année d'après au conservatoire de musique de l'université de Shenyang. Il part à Beijing en 1999, où il joue avec les groupes XiGuan et Underground Baby.
En 2000, il commence à composer de la musique électronique. En 2002, il signe avec le label Modern Sky Records, l'un des principaux labels de musique alternative, et se fait connaître auprès du grand public sous le nom de Sulumi. Il est sélectionné en tant que meilleur artiste de musique électronique aux « China Musical Medium Award »/
En décembre 2002, il fonde le label Shan Shui Records qui deviendra un incontournable de la musique électronique chinois en produisant des artistes comme ME:MO, B6, iLoop, ainsi que pour ses compilations V.A. Landscape qui réunit des artistes chinois d'electro.

## Discographie

### Albums
- 2003 air inhibition of water (Modern Sky)
- 2005 visit < partial works < (Shan Shui Records)
- 2006 stereo chocolate (Modern Sky)

### Maxis
- 2005 shop for the insomniac (Shan Shui Records)
- 2006 i know someone will look into my eyes tomorrow (Shan Shui Records)
- 2007 what has happened to me in this world (Modern Sky)